# No Kum-Sok
No Kum Sok, severnokorejski častnik in vojaški pilot, 10. januar 1932, † 26. december 2022.
Kum Sok je bil poročnik v Vojnem letalstvu Severne Koreje. Prebežal je v Južno Korejo. 
Leta 1953 je pilotiral MiG-15 v letalsko oporišče Kimpo pri Seulu v Južni Koreji. Želel se je umakniti »rdečemu slepilu«. Prejel je nagrado 100.000 dolarjev in se je kasneje izselil v ZDA. Diplomiral je na Univerzi Delawarea v Newarku, Delaware. Poročil se je in dobil ameriško državljanstvo. Za njim je v ZDA prišla mati, ki so jo pred tem preselili iz Severne v Južno Korejo.
O svojem prebegu in predhodnem življenju v Severni Koreji je napisal tudi knjigo Od MiG-15 do svobode (A MiG-15 to Freedom) (ISBN 0786402105)